# Hugueninia
Hugueninia és un gènere de plantes amb flors (també amb el mateix nom hi ha el gènere Hugueninia de fongs) de la família brassicàcia que conté una única espècie Hugueninia tanacetifolia amb el sinònim de Sisymbrium tanacetifolium.
És una planta oròfita centreuropea.(que viu a la part més alta de les muntanyes). Als Països Catalans es troba entre els 1.600 i els 2.000 m i només a les comarques de l'Alta Ribagorça i Pallars Sobirà amb la subespècie suffruticosa. També es troba en alguns punts de la serralada cantàbrica i als Alps.
Es tracta d'una herba perene de 0,5 a 1 m d'alçada, erecta;fulles pinnatisectes amb pecíol;flors en panícula, pètals grocs;síliqües de 6x15 1,2-1,5 mm amb les valves uninervades. Floreix de juliol a agost.